# Lambdina aliaria
Lambdina aliaria là một loài bướm đêm trong họ Geometridae.